# Мегеруш (Харгіта)
Мегеруш (рум. Măgheruș) — село у повіті Харгіта в Румунії. Адміністративно підпорядковане місту Топліца.
Село розташоване на відстані 282 км на північ від Бухареста, 70 км на північний захід від М'єркуря-Чука, 133 км на схід від Клуж-Напоки, 142 км на північ від Брашова.

## Населення
За даними перепису населення 2002 року у селі проживали 643 особи.
Національний склад населення села:
| Національність | Кількість осіб | Відсоток |
| -------------- | -------------- | -------- |
| румуни         | 368            | 57,2%    |
| угорці         | 219            | 34,1%    |
| цигани         | 54             | 8,4%     |

Рідною мовою назвали:
| Мова      | Кількість осіб | Відсоток |
| --------- | -------------- | -------- |
| румунська | 393            | 61,1%    |
| угорська  | 238            | 37,0%    |
| циганська | 10             | 1,6%     |